# Тугумир
Тугумир (лат. Tugumir; ок. 870, Бранибор — 25 мая 948, Бранибор) — князь стодорян с 938 года. В 928 году попал в плен к германскому королю Генриху I Птицелову, после чего принял христианство и стал его вассалом.

## Биография
Тугумир был сыном правящего в Браниборе стодорянского князя Баклабича.
В 928 году Тугумир попал в саксонский плен в 929 году во время захвата Бранибора Генрихом I Птицеловом, возможно, в качестве знатного заложника. Неназванная славянка, состоявшая в незаконной связи с наследником престола, а впоследствии императором Оттоном I, могла быть сестрой Тугумира. Вследствие этой связи появился на свет их внебрачный сын, архиепископ Вильгельм Майнцский. Тугумир и его сестра, предположительно, приняли христианство только во время своего пребывания в плену.
Около 940 года Тугумир вернулся в Бранибор по соглашению с королём Оттоном I. В то время там независимо от саксонского владычества правил его племянник. Воспользовавшись этим, Тугумир заявил о своих правах на стодорянский престол, после чего он взял в плен, а затем и убил своего племянника. Придя к власти, Тугумир признал сюзеренитет Оттона I и передал крепость под его контроль. По словам Видукинда Корвейского, который описывал действия Тугумира как предательство своего народа, князь стородян получил от Оттона I взамен крупное денежное вознаграждение. В результате подчинения Тугумира все остальные славянские племена, вплоть до Одера, подчинились королю аналогичным образом.
О дальнейшей судьбе Тугумира неизвестно. Считается, что он правил территорией, на которой проживали стодоряне, вплоть до самой своей смерти.
Год смерти Тугумира неизвестен. Он больше не упоминается в учредительной хартии Бранденбургской епархии, которая, как утверждается, датируется 948 годом. В поминальной книге женского монастыря Мёлленбек (около Корвея) дата его смерти указана как 25 мая. Эта запись может быть связана с тем, что его сестра жила там в качестве монахини после разлучения с Оттоном I.